# O Kuk-ryol
O Kuk-ryol (en coréen : 오극렬), né le 3 janvier 1930 dans l'Onsong et mort le 9 février 2023, est un militaire et homme politique nord-coréen.
Il a été chef d'état-major général de l'Armée populaire de Corée de 1979 à 1988. Il a également été vice-président de la Commission de la défense nationale de la Corée du Nord et chef du département des opérations d'avril 2009 à juin 2016.
C'était un ami d'enfance de Kim Jong-il.